# Roland Ehrenfels
Roland Ehrenfels (15 de septiembre de 1961) es un deportista alemán que compitió para la RFA en remo. Ganó tres medallas en el Campeonato Mundial de Remo entre los años 1984 y 1988.

## Palmarés internacional
| Campeonato Mundial | Campeonato Mundial | Campeonato Mundial | Campeonato Mundial |
| Año                | Lugar              | Medalla            | Prueba             |
| ------------------ | ------------------ | ------------------ | ------------------ |
| 1984               | Montreal (Canadá)  | Medalla de plata   | Doble scull ligero |
| 1985               | Malinas (Bélgica)  | Medalla de bronce  | Doble scull ligero |
| 1988               | Milán (Italia)     | Medalla de plata   | Doble scull ligero |